# Three Lakes (Floride)
Pour les articles homonymes, voir Three Lakes.
Three Lakes est une census-designated place du comté de Miami-Dade, dans l'État de Floride, aux États-Unis,. En 2020, elle compte une population de 16 540 habitants.